# Адміністративний поділ Центрального федерального округу Росії
Центральний федеральний округ поділяється на 17 областей і 1 місто.
| №п/п                        | Регіон суб'єкт федерації | Площа (км²) | Населення 9 жовтня 2002 | Центр     | Склад                                                                       | Докладніше |
| Області                     |                          |             |                         |           |                                                                             |            |
| 1                           | Бєлгородська             | 27 100      | 1 512 000               | Бєлгород  | 21 район і 6 міст                                                           | докладніше |
| 2                           | Брянська                 | 34 900      | 1 379 000               | Брянськ   | 27 районів і 5 міст                                                         | докладніше |
| 3                           | Владимирська             | 29 000      | 1 525 000               | Владимир  | 16 районів і 10 міст                                                        | докладніше |
| 4                           | Воронезька               | 52 400      | 2 379 000               | Вороніж   | 32 райони і 7 міст                                                          | докладніше |
| 5                           | Івановська               | 21 800      | 1 149 000               | Іваново   | 21 район і 6 міст                                                           | докладніше |
| 6                           | Калузька                 | 29 900      | 1 041 000               | Калуга    | 24 райони і 4 міста                                                         | докладніше |
| 7                           | Костромська              | 60 100      | 738 000                 | Кострома  | 24 районів і 8 міст                                                         | докладніше |
| 8                           | Курська                  | 29 800      | 1 236 000               | Курськ    | 28 районів і 5 міст                                                         | докладніше |
| 9                           | Липецька                 | 24 100      | 1 213 000               | Липецьк   | 18 районів і 2 міста                                                        | докладніше |
| 10                          | Московська               | 46 000      | 6 627 000               | Москва    | 39 районів і 56 міст                                                        | докладніше |
| 11                          | Орловська                | 24 700      | 861 000                 | Орел      | 24 райони і 3 міста                                                         | докладніше |
| 12                          | Рязанська                | 39 600      | 1 228 000               | Рязань    | 25 районів і 4 міста                                                        | докладніше |
| 13                          | Смоленська               | 49 800      | 1 051 000               | Смоленськ | 25 районів і 2 міста                                                        | докладніше |
| 14                          | Тамбовська               | 34 300      | 1 180 000               | Тамбов    | 23 районів і 7 міст                                                         | докладніше |
| 15                          | Тверська                 | 84 100      | 1 473 000               | Твер      | 36 районів і 12 міст                                                        | докладніше |
| 16                          | Тульська                 | 25 700      | 1 676 000               | Тула      | 23 районів і 9 міст                                                         | докладніше |
| 17                          | Ярославська              | 36 400      | 1 368 000               | Ярославль | 17 районів і 6 міст                                                         | докладніше |
| Міста федерального значення |                          |             |                         |           |                                                                             |            |
| 1                           | Москва                   | 1 064       | 10 358 000              | Москва    | 10 округів і 1 місто                                                        | докладніше |
|                             | Разом                    | 652 800     | 37 994 000              | Москва    | 423 райони і 152 міста у складі 17 областей і 1 міста федерального значення |            |

Нотатки:

1. ↑     Адміністративний центр — місто Москва не входить до складу Московської області.